# Lenny Rubin
Pour les articles homonymes, voir Rubin.
Lenny Rubin, né le 1er février 1996, est un joueur de handball suisse du HSG Wetzlar et de l'équipe nationale suisse.
Il est le fils du joueur de handball Martin Rubin.

## Parcours sportif
Il commence le handball à l'âge de 13 ans, après avoir joué au football.
Il représente la Suisse au Championnat d'Europe de handball 2020, et au Championnat du monde de handball 2025.
Il est élu joueur suisse de handball de l'année en 2022, succédant à Andy Schmid. Il est, cette même année, le deuxième meilleur buteur du Championnat d'Allemagne.

## Caractéristiques de joueur
Il mesure 2,05 m (6′ 9″).